# Plethodon sherando
Espèce
Statut de conservation UICN

 VU D2 : Vulnérable
Plethodon sherando est une espèce d'urodèles de la famille des Plethodontidae.

## Répartition
Cette espèce est endémique de Virginie aux États-Unis. Elle se rencontre de 579 à 1 091 m d'altitude dans les Blue Ridge Mountains dans le comté d'Augusta.

## Étymologie
Cette espèce est nommée en référence au lac Sherando.

## Publication originale
- Highton, 2004 : A new species of Woodland Salamander of the Plethodon cinereus group from the Blue Ridge Mountains of Virginia. Jeffersoniana. Martinsville, Virginia, vol. 14, p. 1-22 (texte intégral).